# Пинигино
Пинигино — деревня в Топкинском районе Кемеровской области. Входит в состав Черемичкинского сельского поселения.

## География
Центральная часть населённого пункта расположена на высоте 181 метров над уровнем моря.

## Население
По данным Всероссийской переписи населения 2010 года, в деревне Пинигино проживает 233 человека (120 мужчин, 113 женщины).

## Транспорт
Общественный транспорт г. Кемерово представлен автобусным маршрутом:
- №152: д/п Ленинградский — с/о Медик